# NGC 5091
NGC 5091 ist eine Spiralgalaxie vom Hubble-Typ Sb im Sternbild Zentaur am Südsternhimmel. Sie ist schätzungsweise 150 Millionen Lichtjahre von der Milchstraße entfernt und hat einen Durchmesser von etwa 90.000 Lichtjahren. Wahrscheinlich bildet sie gemeinsam mit NGC 5090 ein wechselwirkendes Galaxienpaar.
Das Objekt wurde am 3. Juni 1834 vom britischen Astronomen John Herschel mit einem 18-Zoll-Spiegelteleskop entdeckt, der dabei „very faint, round, 20 arcseconds. The last of four“ notierte. Die anderen Galaxien in dieser Gruppe sind NGC 5082, NGC 5086 und NGC 5090.